# Mathieu Bastareaud
Mathieu Bastareaud (Créteil, 17 settembre 1988) è un ex rugbista a 15 francese, in carriera attivo nel ruolo di centro.

## Biografia
Proveniente da Créteil, cittadina dell'Île-de-France non lontana da Parigi, da genitori originari del Dipartimento d'Oltremare della Guadalupa, Bastareaud si formò nella limitrofa Massy, in Essonne, nel cui club raggiunse le finali del campionato Fédérale 1 (la terza divisione nazionale) nel 2007.
Nell'estate di quell'anno fu ingaggiato dallo Stade français e l'allora C.T. della Francia Bernard Laporte lo convocò per il tour neozelandese prima ancora che egli avesse disputato un solo incontro professionistico: intervistato sulla singolarità di tale scelta, Laporte disse che «[Bastareaud] è un ragazzo con un futuro, sono curioso di vederlo; ha la maturità di un venticinquenne e non gli manca nulla per giocare a livello professionistico»; comunque, a causa di un infortunio al ginocchio, Bastareaud fu costretto a dare forfait e non prese parte al tour .
Nel frattempo, ha rappresentato la Francia a livello internazionale con la selezione U-19 ai campionati del mondo di categoria nel 2007 in Irlanda e nel 2008 a Dubai, e sempre nel 2008 ha partecipato al campionato del mondo Under-20.
L'esordio in Nazionale maggiore è infine avvenuto con il nuovo C.T. Marc Lièvremont nel corso del Sei Nazioni 2009, allo Stade de France contro il Galles; Bastareaud ha disputato altri due match nel Torneo, contro Inghilterra e Italia, ed è stato convocato tra i selezionati destinati a prendere parte al tour francese in Australasia del giugno 2009.
È cugino dell'ex calciatore della Nazionale francese William Gallas, finalista contro l'Italia al campionato del mondo 2006.

## Palmarès
- Campionati francesi: 1
Tolone: 2013-14
- Champions Cup: 3
Tolone: 2012-13, 2013-14, 2014-15
- Challenge Cup: 1
Tolone: 2022-23